# フェルナンド・モンティエル
フェルナンド・モンティエル（Fernando Montiel、1979年3月1日 - ）は、メキシコのプロボクサー。シナロア州ロスモチス出身。元WBO世界フライ級王者。元WBO世界スーパーフライ級王者。元WBC・WBO世界バンタム級統一王者。世界3階級制覇王者。

## 人物
「狼」を意味する「Cochulite（コチュリート）」の愛称を持つ。フェルナンド・モンティエールとも表記される。ホルヘ・アルセとは古くからの友人でよく練習をする仲。父マヌエル・モンティエル・シニアはフェルナンド・ベルトランが代表を務めるサンフェルのトレーナーでトップ選手を指導し、フェルナンドをはじめ、エルナン・マルケス、オルランド・サリド、ホルヘ・アルセなどを指導し日本の世界王者に挑戦する門下生がいる時は来日している。兄マヌエル・モンティエル・ジュニアは元プロボクサーで弟フェルナンドのカットマン。父と兄弟がセコンドに付く試合がほとんど。

## 来歴
1996年12月6日、シナロア州ロスモチスでマヌエル・タマーヨと対戦し、2回TKO勝ちを収めデビュー戦を白星で飾った。
1999年9月11日、ソノラ州シウダ・オブレゴンでルーベン・ディアスとWBA北米スーパーフライ級王座決定戦を行い、12回判定勝ちを収め王座獲得に成功した。
2000年12月16日、WBO世界フライ級王者イシドロ・ガルシア（メキシコ）と対戦し、7回2分15秒TKO勝ちを収め王座獲得に成功した。
2001年3月24日、WBO世界フライ級1位のゾルタン・ルンカと対戦し、7回2分3秒TKO勝ちを収め初防衛に成功した。
2001年5月25日、ゲレーロ州アカプルコでファン・ドミンゴ・コルドバ（アルゼンチン）と対戦し、初回2分15秒KO勝ちを収め2度目の防衛に成功した。
2001年9月8日、ネバダ州リノのローラー・イベント・センターでホセ・ロペス（プエルトリコ）と対戦し、3-0（116-110、116-111、118-110）の判定勝ちを収め3度目の防衛に成功した。
2002年6月22日、MGMグランド・ガーデン・アリーナでWBO世界スーパーフライ級王者ペドロ・アルカサール（パナマ）と対戦し、6回1分16秒TKO勝ちを収め2階級制覇を果たした。
2003年1月18日、WBO世界スーパーフライ級14位のロイ・ドリゲス（フィリピン）と対戦し、2回TKO勝ちを収め初防衛に成功した。
2003年8月16日、コネチカット州アンカスビルのモヒガン・サンでマーク・ジョンソン（アメリカ合衆国）と対戦し、プロ初黒星となる0-2（112-115、110-117、114-114 ）の判定負けを喫し2度目の防衛に失敗、王座から陥落した。
2005年4月9日、エルパソのドン・ハスキンズ・センターでWBO世界スーパーフライ級王者イバン・エルナンデス（メキシコ）と対戦し、7回1分48秒KO勝ちを収め1年8か月ぶりの王座返り咲きに成功した。
2005年7月16日、MGMグランド・ガーデン・アリーナでエバース・ブリセノ（ニカラグア）と対戦し、3-0（117-111、118-110、117-111）の判定勝ちを収め初防衛に成功した。
2005年10月29日、アリゾナ州ツーソンのデザート・ダイアモンド・カジノでプラムアンサック・ポースワン（タイ）と対戦し、3-0（115-112、114-112、114-112）の判定勝ちを収め2度目の防衛に成功した。 
2006年5月27日、WBO世界バンタム級王者ジョニー・ゴンサレス（メキシコ）と対戦し、1-2（115-113、111-118、112-116）の判定負けを喫し3階級制覇に失敗した。
2007年2月24日、セブ市のセブ市スポーツセンターでZ・ゴレス（フィリピン）と対戦し、2-1（115-111、114-112、111-115）の判定勝ちを収め3度目の防衛に成功した。
2007年7月24日、ソノラ州シウダ・オブレゴンでセシリオ・サントス（メキシコ）と対戦し、10回2分15秒TKO勝ちを収め4度目の防衛に成功した。
2007年10月4日、ハードロック・ホテル・アンド・カジノでルイス・メレンデス（コロンビア）と対戦し、12回1分58秒TKO勝ちを収め5度目の防衛に成功した。
2008年2月16日、MGMグランド・ガーデン・アリーナでマーティン・カスティーリョ（メキシコ）と対戦し、4回1分56秒KO勝ちを収め6度目の防衛に成功した。
2008年5月31日、サン・ルイス・ポトシ州サン・ルイス・ポトシのエル・パセオ闘牛場でルイス・マルドナド（メキシコ）と対戦し、3回2分58秒TKO勝ちを収め7度目の防衛に成功した。
2009年3月28日、オスカー・シルバ（アルゼンチン）とWBO世界バンタム級暫定王座決定戦を行い、3回2分44秒KO勝ちを収め3階級制覇を達成した。同年6月、WBO世界バンタム級正規王者ジェリー・ペニャロサ（フィリピン）の王座返上に伴い、正規王者に認定された。
2009年6月27日、エリック・モレル（プエルトリコ）と対戦する予定だったが、自身の負傷によりキャンセルとなった。
2010年2月13日、シソ・モラレス（フィリピン）と対戦し、初回2分6秒TKO勝ちを収め初防衛に成功した。
2010年4月30日、日本武道館でWBC世界バンタム級王者長谷川穂積（真正）と対戦するが、当時ではJBCがモンティエルの持つWBO王座を非公認王座としていたため、長谷川が勝てばWBC王座防衛のみ、モンティエルが勝てばWBC王座とWBO王座を統一するという変則的な条件下での王座統一戦を行い、4回2分59秒TKO勝ちを収めWBC王座とWBO王座の統一に成功した。
2010年7月17日、トゥストラ・グティエレスのパレンケ・デ・ラ・フェリアで元WBA世界スーパーフライ級暫定王者のラファエル・コンセプション（パナマ）と対戦し、2回に2度のダウンを奪った末、右ストレートが顔面をクリーンヒット。そのまま相手は失神、試合後すぐさま病院直行にする3回1分57秒TKO勝ちを収めWBO王座は2度目、WBC王座初防衛に成功した
2011年2月19日、ノニト・ドネア（フィリピン）と対戦し、2回2分25秒TKO負けを喫しWBO王座の3度目の防衛に失敗、WBC王座の2度目の防衛にも失敗し王座から陥落した。2回にドネアの強烈な左フックを浴びてダウンしながらも立ち上がり、一旦は試合続行になったものの、直後にドネアの連打を浴びてストップされた。左フックを受けた右側頭部が陥没しているように見えたために、試合直後には骨折の可能性が報道されたが、モンティエル自身が骨折を否定し、脳に損傷はなく手術も必要としないという医師の診断を受けていることを根拠に、早期に復帰できる見通しを示した。
2011年6月25日、元WBA世界バンタム級暫定王者ネオマール・セルメニョ（ベネズエラ）とスーパーバンタム級契約ノンタイトル12回戦を行い、3回開始10秒セルメニョの棄権によるTKO勝ちを収め再起に成功した。
2011年8月20日、アルバロ・ペレス（ニカラグア）とスーパーバンタム級契約ノンタイトル10回戦を行い、3回1分26秒KO勝ちを収めた。
2011年11月19日、ロスモチスのエスタディオ・センテナリオにて、ビクトル・テラサス（メキシコ）とWBC世界スーパーバンタム級シルバー王座決定戦で対戦し、0-3（112-115、113-115、113-114）の判定負けを喫し王座獲得に失敗した。
2012年11月24日、シウダー・フアレスのヒムナシオ・ムニシパル“ホセ・ネリ・サントス”でジョバンニ・カロ（メキシコ）とUSNBC米国スーパーバンタム級シルバー王座決定戦で対戦し、3-0（114-112、114-112、114-112）の判定勝ちを収めた。
2013年6月22日、ゲレーロ州イスタパ・シワタネホでハデレス・パドゥア（フィリピン）と対戦し、3回1分12秒TKO勝ちを収めた。
2014年3月15日、チアパス州パレンケで元IBF世界フェザー級王者クリストバル・クルス（メキシコ）とノンタイトル10回戦を行い、2-0（97-91、96-92、94-94）の判定勝ちを収めた。
2014年7月26日、チアパス州ビジャフローレスでヘスス・リオス（メキシコ）とノンタイトル10回戦を行い、1回1分36秒KO勝ちを収めた。
2014年11月28日、ヌエボ・レオン州モンテレイのヒムナシオ・ヌエボ・レオンでセルヒオ・プエンテ（メキシコ）とノンタイトル10回戦を行い、3-0（98-91、96-93、96-93）の判定勝ちを収めた。
2015年3月14日、ティフアナのアウディトリオ・ムニシパル・ファウスト・グティエレス・モレノでロゲリオ・ジュン・ドリゲス（フィリピン）とフェザー級契約ノンタイトル10回戦を行い、3-0（99-88、99-88、99-88）の判定勝ちを収めた。
2015年10月14日、アリゾナ州グレンデールのジョビング・ドットコム・アリーナでアーロン・マルティネスvsデボン・アレクサンダーの前座で、IBF世界フェザー級王者リー・セルビーと対戦し、12回0-3（112-116、110-118、109-119）の判定負けを喫し4階級制覇に失敗した。
2016年3月12日、コネチカット州アンキャッスビルのモヒガンサン・カジノでアブネル・マレスと対戦予定だったが、メインイベントのキース・サーマン対ショーン･ポーターの試合がサーマンの交通事故により試合延期となったため興行中止となった。
2016年4月30日、スタブハブ・センターでアンドレ・ベルトVSビクター・オルティスの前座でホルヘ・ララと対戦したが初回に左フックで立て続けに倒され、最後は右フックで失神。初回1分37秒KO負けを喫した。

## 戦績
- プロボクシング：62戦 54勝 (39KO) 6敗 2分

| 戦           | 日付           | 勝敗 | 時間     | 内容     | 対戦相手                         | 国籍           | 備考                                           |
| ------------ | -------------- | ---- | -------- | -------- | -------------------------------- | -------------- | ---------------------------------------------- |
| 1            | 1996年12月6日  | ☆    | 2R       | TKO      | マヌエル・タマヨ                 | メキシコ       | プロデビュー戦                                 |
| 2            | 1997年2月28日  | ☆    | 1R       | KO       | マルコス・メンディビル           | メキシコ       |                                                |
| 3            | 1997年3月20日  | ☆    | 2R       | TKO      | ノエ・アコスタ                   | メキシコ       |                                                |
| 4            | 1997年4月18日  | ☆    | 1R       | KO       | マウリー・アヤラ                 | メキシコ       |                                                |
| 5            | 1997年4月30日  | ☆    | 3R       | KO       | マヌエル・ベガ                   | メキシコ       |                                                |
| 6            | 1997年5月16日  | ☆    | 2R       | KO       | マーティン・ロブレス             | メキシコ       |                                                |
| 7            | 1997年7月18日  | ☆    | 1R       | TKO      | ヘスス・ロドリゲス               | メキシコ       |                                                |
| 8            | 1997年10月10日 | ☆    | 1R       | TKO      | フーゴ・エルナンデス             | メキシコ       |                                                |
| 9            | 1997年12月5日  | ☆    | 7R       | TKO      | ロレンソ・トレホ                 | メキシコ       |                                                |
| 10           | 1998年2月13日  | ☆    | 1R       | KO       | ホセ・マヌエル・ナバロ           | メキシコ       |                                                |
| 11           | 1998年3月20日  | ☆    | 3R       | KO       | レオナルド・ロドリゲス           | メキシコ       |                                                |
| 12           | 1998年6月5日   | ☆    | 10R      | 判定     | ハビエル・バルゲス               | メキシコ       |                                                |
| 13           | 1998年7月31日  | △    | 10R      | 判定     | パウリノ・ビジャロボス           | メキシコ       |                                                |
| 14           | 1998年10月9日  | ☆    | 10R      | 判定     | パウリノ・ビジャロボス           | メキシコ       |                                                |
| 15           | 1999年1月29日  | ☆    | 10R      | 判定     | ホセ・アロンソ・モレノ           | メキシコ       |                                                |
| 16           | 1999年4月16日  | ☆    | 5R       | KO       | セサール・リカルド・マルティネス | メキシコ       |                                                |
| 17           | 1999年9月11日  | ☆    | 12R      | 判定     | ルーベン・ディアス               | メキシコ       | WBA北米スーパーフライ級王座決定戦              |
| 18           | 1999年12月3日  | ☆    | 10R      | 判定     | セルジオ・ミラン                 | メキシコ       |                                                |
| 19           | 2000年3月17日  | ☆    | 5R       | KO       | アルマンド・コレア               | メキシコ       |                                                |
| 20           | 2000年4月14日  | ☆    | 4R       | TKO      | クルス・カルバハル               | メキシコ       |                                                |
| 21           | 2000年9月8日   | ☆    | 8R       | KO       | オスバルド・ゲレーロ             | メキシコ       |                                                |
| 22           | 2000年12月15日 | ☆    | 7R 2:15  | TKO      | イシドロ・ガルシア               | メキシコ       | WBO世界フライ級タイトルマッチ                  |
| 23           | 2001年3月24日  | ☆    | 7R 2:03  | TKO      | ゾルタン・ルンカ                 | ルーマニア     | WBO防衛1                                       |
| 24           | 2001年5月25日  | ☆    | 1R 2:15  | KO       | ファン・ドミンゴ・コルドバ       | アルゼンチン   | WBO防衛2                                       |
| 25           | 2001年9月8日   | ☆    | 12R      | 判定3-0  | ホセ・ロペス                     | プエルトリコ   | WBO防衛3                                       |
| 26           | 2002年6月22日  | ☆    | 6R 1:16  | TKO      | ペドロ・アルカサール             | パナマ         | WBO世界スーパーフライ級タイトルマッチ          |
| 27           | 2003年1月18日  | ☆    | 2R       | TKO      | ロイ・ドリゲス                   | フィリピン     | WBO防衛1                                       |
| 28           | 2003年5月9日   | ☆    | 2R 3:00  | TKO      | ルーベン・サンチェス・レオン     | メキシコ       |                                                |
| 29           | 2003年8月16日  | ★    | 12R      | 判定0-2  | マーク・ジョンソン               | アメリカ合衆国 | WBO陥落                                        |
| 30           | 2004年1月16日  | ☆    | 3R 2:38  | TKO      | ロベルト・ロペス                 | メキシコ       |                                                |
| 31           | 2004年4月29日  | ☆    | 3R 2:02  | KO       | サムエル・ロペス                 | メキシコ       |                                                |
| 32           | 2004年9月3日   | ☆    | 7R 1:30  | KO       | レイナルド・フルタド             | コロンビア     |                                                |
| 33           | 2005年4月9日   | ☆    | 7R 1:48  | KO       | イバン・エルナンデス             | メキシコ       | WBO世界スーパーフライ級タイトルマッチ          |
| 34           | 2005年7月16日  | ☆    | 12R      | 判定3-0  | エベルス・ブリセノ               | ニカラグア     | WBO防衛1                                       |
| 35           | 2005年10月29日 | ☆    | 12R      | 判定3-0  | プラムウォンサック・ポーサワン   | タイ           | WBO防衛2                                       |
| 36           | 2006年5月27日  | ★    | 12R      | 判定1-2  | ジョニー・ゴンサレス             | メキシコ       | WBO世界バンタム級タイトルマッチ                |
| 37           | 2007年2月24日  | ☆    | 12R      | 判定2-1  | Z・ゴレス                        | フィリピン     | WBO防衛3                                       |
| 38           | 2007年7月14日  | ☆    | 10R 2:15 | TKO      | セシリオ・サントス               | メキシコ       | WBO防衛4                                       |
| 39           | 2007年10月4日  | ☆    | 12R 1:58 | TKO      | ルイス・メレンデス               | コロンビア     | WBO防衛5                                       |
| 40           | 2008年2月16日  | ☆    | 4R 1:56  | KO       | マーティン・カスティーリョ       | メキシコ       | WBO防衛6                                       |
| 41           | 2008年5月31日  | ☆    | 3R 2:58  | TKO      | ルイス・マルドナド               | メキシコ       | WBO防衛7                                       |
| 42           | 2008年11月2日  | ☆    | 10R      | 判定     | ファン・アルベルト・ロサズ       | メキシコ       |                                                |
| 43           | 2009年3月28日  | ☆    | 3R 2:44  | KO       | ディエゴ・オスカル・シルバ       | アルゼンチン   | WBO世界バンタム級暫定王座決定戦→正規王座に認定 |
| 44           | 2009年9月12日  | △    | 3R       | 負傷引分 | アレハンドロ・バルデス           | メキシコ       |                                                |
| 45           | 2010年2月13日  | ☆    | 1R 2:06  | TKO      | シソ・モラレス                   | フィリピン     | WBO防衛1                                       |
| 46           | 2010年4月30日  | ☆    | 4R 2:59  | TKO      | 長谷川穂積（真正）               | 日本           | WBC・WBO世界バンタム級王座統一戦 WBC獲得       |
| 47           | 2010年7月17日  | ☆    | 3R 1:07  | KO       | ラファエル・コンセプシオン       | パナマ         | WBC防衛1・WBO防衛2                             |
| 48           | 2010年12月10日 | ☆    | 2R 2:29  | KO       | ジョバンニ・ソト                 | メキシコ       |                                                |
| 49           | 2011年2月19日  | ★    | 2R 2:25  | TKO      | ノニト・ドネア                   | フィリピン     | WBC・WBO陥落                                   |
| 50           | 2011年6月25日  | ☆    | 2R 終了  | TKO      | ネオマール・セルメニョ           | ベネズエラ     |                                                |
| 51           | 2011年8月20日  | ☆    | 3R 1:26  | KO       | アルバロ・ペレス                 | ニカラグア     |                                                |
| 52           | 2011年11月19日 | ★    | 12R      | 判定0-3  | ビクトル・テラサス               | メキシコ       | WBC世界スーパーバンタム級シルバー王座決定戦    |
| 53           | 2012年3月3日   | ☆    | 9R 2:32  | KO       | アンカイ・アンコッタ             | インドネシア   |                                                |
| 54           | 2012年6月9日   | ☆    | 12R      | 判定2-1  | アルツロ・サントス・レイジェス   | メキシコ       |                                                |
| 55           | 2012年11月24日 | ☆    | 12R      | 判定3-0  | ジョバンニ・カロ                 | メキシコ       | USNBC全米スーパーバンタム級シルバー王座決定戦  |
| 56           | 2013年6月22日  | ☆    | 3R 1:12  | KO       | ハデレス・パドゥア               | フィリピン     | USNBCシルバー防衛1                             |
| 57           | 2014年3月15日  | ☆    | 10R      | 判定2-0  | クリストバル・クルス             | メキシコ       |                                                |
| 58           | 2014年7月26日  | ☆    | 1R 1:36  | KO       | ヘスス・アントニオ・リオス       | メキシコ       |                                                |
| 59           | 2014年11月8日  | ☆    | 10R      | 判定3-0  | セルジオ・プエンテ               | メキシコ       |                                                |
| 60           | 2015年3月14日  | ☆    | 10R      | 判定3-0  | ロドリゴ・フン・ドリゲス         | フィリピン     |                                                |
| 61           | 2015年10月14日 | ★    | 12R      | 判定0-3  | リー・セルビー                   | イギリス       | IBF世界フェザー級タイトルマッチ                |
| 62           | 2016年4月30日  | ★    | 1R 1:37  | KO       | ホルへ・ララ                     | メキシコ       |                                                |
| テンプレート |                |      |          |          |                                  |                |                                                |

## 獲得タイトル
- WBO世界フライ級王座（防衛3=返上）
- WBO世界スーパーフライ級王座（防衛1）
- WBO世界スーパーフライ級王座（防衛7=返上）
- WBO世界バンタム級暫定王座（防衛0=正規王座に認定）
- WBO世界バンタム級王座（防衛2）
- WBC世界バンタム級王座（防衛1）